# Награды Приднестровской Молдавской Республики
Государственные награды Приднестровской Молдавской Республики являются высшей формой поощрения граждан за заслуги в защите Приднестровской Молдавской Республики, государственном строительстве, экономике, науке, культуре, искусстве, воспитании, просвещении, охране здоровья, жизни и прав граждан, благотворительной деятельности и иные заслуги перед государством.

## Ордена
| Орден                                | Название ордена                                                                                        | Описание | Степени            |
| ------------------------------------ | --- | --- | ------------------ |
|                                      | Орден Республики                                                                                       | Орден Республики вручается за особо выдающиеся заслуги в трудовой деятельности, защите Приднестровской Молдавской Республики, развитии дружбы и сотрудничества между народами, укреплении мира и иные особо выдающиеся заслуги перед Приднестровской Молдавской Республикой и обществом. | I степень          |
| I степени · II степени               | Орден «За заслуги» I и II степени                                                                      | Данным орденом первой и второй степеней награждаются за особые заслуги перед государством, связанные с развитием государственности Приднестровской Молдавской Республики, достижениями в труде, укреплением мира, дружбы и сотрудничества между народами, за значительный вклад в дело защиты Отечества. | I, II степени      |
|                                      | Орден Суворова I и II степени                                                                          | Данным орденом первой и второй степеней награждаются не только военачальники, но и воинские формирования, города и другие населённые пункты Приднестровской Молдавской Республики за особо выдающиеся заслуги, проявленные при защите Отечества. | I, II степени      |
|                                      | Орден «За личное мужество»                                                                             | Орденом «За личное мужество» награждаются за особую храбрость, самоотверженность и мужество, проявленные при защите Приднестровской Молдавской Республики. | I степень          |
|                                      | Орден «Григория Александровича Потемкина-Таврического»                                                 | Орденом «Григория Александровича Потемкина-Таврического» награждаются за высокие достижения и заслуги, связанные с обеспечением обороноспособности и безопасности ПМР, как правило при общей продолжительности государственной службы не менее 20 лет. | I степень          |
|                                      | Орден Почёта                                                                                           | Орденом Почёта награждаются за высокие достижения в производстве, научно-исследовательской, государственной, социально-культурной, спортивной и иной общественной деятельности, а также за проявление гражданской доблести и славы. | I степень          |
|                                      | Орден Екатерины Великой                                                                                | Орденом Екатерины Великой награждаются известные своими высокими духовно-нравственными личностными качествами и милосердием граждане Приднестровской Молдавской Республики и граждане иностранных государств за выдающийся вклад в миротворческую, гуманитарную и благотворительную деятельность, сохранение культурного наследия Приднестровской Молдавской Республики. | I степень          |
|                                      | Орден Дружбы                                                                                           | Орденом Дружбы награждаются за особые заслуги в укреплении мира, дружбы, сотрудничества и взаимопонимания между народами, плодотворную деятельность по сближению и взаимообогащению культур наций и народностей, активную деятельность по сохранению, приумножению и популяризации культурного исторического наследия Приднестровья, за большой вклад в привлечении иностранных инвестиций в экономику Приднестровской Молдавской Республики, за содействие в становлении институтов гражданского общества и развитие демократических ценностей, за широкую благотворительную деятельность. | I степень          |
|                                      | Орден «Трудовая слава»                                                                                 | Орденом «Трудовая слава» награждаются за высокие трудовые достижения в производстве, научно-исследовательской, государственной, социально-культурной, спортивной и иной деятельности на благо общества, а также за проявление гражданской доблести и славы. | I степень          |
|                                      | Орден «За заслуги в развитии спорта»                                                                   | Орден «За заслуги в развитии спорта» учрежден для награждения граждан Приднестровской Молдавской Республики, иностранных граждан, а также организаций Приднестровской Молдавской Республики и иностранных организаций за выдающиеся заслуги | I степень          |
| I степени · II степени · III степени | Орден «За службу Родине в Вооружённых Силах Приднестровской Молдавской Республики» I, II и III степени | Орден «За службу Родине в Вооружённых Силах Приднестровской Молдавской Республики» является высшей офицерской наградой Приднестровской Молдавской Республики за выдающиеся заслуги в строительстве и развитии Вооружённых Сил, укреплении обороноспособности республики, умелое командование войсками, за отвагу и самоотверженность при исполнении воинского долга. | I, II, III степени |
|                                      | Орден «Мать-героиня»                                                                                   | Орден «Мать-героиня» присваивается матерям, родившим и воспитавшим десять и более детей. | I степень          |

## Медали
| Медаль                                              | Название медали                                             | Описание |
| --------------------------------------------------- | ----------------------------------------------------------- | --- |
|                                                     | Медаль «Защитнику Приднестровья»                            | Медалью «Защитнику Приднестровья» награждаются за личное мужество и отвагу, проявленные при защите Приднестровской Молдавской Республики и исполнении воинского долга. |
|                                                     | Медаль «За отвагу»                                          | Медалью «За отвагу» награждаются военнослужащие Министерства обороны, Министерства юстиции, сотрудники органов государственной безопасности и внутренних дел Приднестровской Молдавской Республики, другие граждане Приднестровской Молдавской Республики, а также лица, не являющиеся гражданами Приднестровья, за личное мужество и отвагу. |
|                                                     | Медаль «За трудовую доблесть»                               | Медалью «За трудовую доблесть» награждаются работники народного хозяйства, науки, культуры, образования, здравоохранения и другие граждане Приднестровской Молдавской Республики, общий трудовой стаж которых составляет не менее 15 лет. |
|                                                     | Медаль «За отличие в труде»                                 | Медалью «За отличие в труде» награждаются граждане иностранных государств и Приднестровской Молдавской Республики, которые достигли высоких результатов в области трудовой деятельности, государственной службы и общественной деятельности, укреплении обороны, государственной и национальной безопасности, охране общественного порядка и борьбы с правонарушениями. |
|                                                     | Медаль «За боевые заслуги»                                  | Медалью «За боевые заслуги» награждаются военнослужащие Министерства обороны Приднестровской Молдавской Республики, Министерства юстиции, пограничных и внутренних войск, сотрудники органов государственной безопасности и внутренних дел и другие граждане Приднестровской Молдавской Республики. |
|                                                     | Медаль «За укрепление международного сотрудничества»        | Медалью «За укрепление международного сотрудничества» награждаются за укрепление международного сотрудничества Приднестровской Молдавской Республики, за вклад в развитие международных отношений, развитие и расширение дружественных, взаимовыгодных связей Приднестровской Молдавской Республики с иностранными государствами и интеграционными объединениями мирового сообщества, за осуществление международной деятельности, направленной на укрепление и защиту независимости и суверенитета Приднестровской Молдавской Республики, а также за посреднические и гарантийные усилия в процессе урегулирования конфликтов и конфликтных ситуаций. |
|                                                     | Медаль «За безупречную службу» I, II и III степеней         | Медалью I, II и III степеней награждаются военнослужащие Министерства обороны Приднестровской Молдавской Республики, государственной безопасности, пограничных и внутренних войск безупречно прослуживших 20, 15 и 10 календарных лет соответственно. |
|                                                     | Медаль «Участнику миротворческой операции в Приднестровье»  | Медалью «Участнику миротворческой операции в Приднестровье» награждаются военнослужащие миротворческих контингентов других стран, сотрудники иностранных и международных учреждений, представители государственных органов власти и местного самоуправления, средств массовой информации, общественных организаций, а также граждане, принимавшие активное участие в миротворческой операции или оказавшие поддержку мероприятиям по сохранению мира в Приднестровье. |
| Медаль «За заслуги в миротворческой операции» (ПМР) | Медаль «За заслуги в миротворческой операции»               | Медалью награждаются за совершение особо значимых поступков, действий, направленных на обеспечение безопасности и поддержание мира в Приднестровской Молдавской Республике. |
|                                                     | Медаль «За отличную службу по охране общественного порядка» | |
|                                                     | Медаль «За отвагу на пожаре» (СССР)                         | Медалью «За отвагу на пожаре» награждаются работники пожарной охраны, члены добровольных пожарных дружин, военнослужащие и другие граждане за смелость, отвагу и самоотверженность, проявленные при тушении пожаров, спасении людей, государственной собственности и имущества граждан от огня, за умелое руководство боевой работой подразделений пожарной охраны по тушению пожаров и спасению людей, за отвагу, мужество и настойчивость, проявленные в целях предотвращения взрывов и пожаров. |
|                                                     | Медаль «За спасение утопающих»                              | Медалью «За спасение утопающих» награждаются работники спасательной службы и другие граждане Приднестровской Молдавской Республики, а также лица, не являющиеся гражданами Приднестровской Молдавской Республики, за смелость, отвагу и самоотверженность, проявленные при спасении людей на воде, за высокую бдительность и находчивость, в результате чего были предупреждены несчастные случаи с людьми на воде, а также за образцовую организацию спасательной службы на водах. |

### Юбилейные медали
Кроме вышеперечисленных медалей существуют также юбилейные медали. Они утверждаются отдельно Президентом Приднестровской Молдавской Республики. Некоторые юбилейные медали (юбилейная медаль «65 лет Победы в Великой Отечественной войне 1941—1945 гг.», юбилейная медаль «60 лет Победы в Великой Отечественной войне 1941—1945 гг.») существуют также в других постсоветских странах.
| Медаль | Название медали                                                                                     | Описание |
| ------ | --------------------------------------------------------------------------------------------------- | --- |
|        | Медаль «10 лет Приднестровской Молдавской Республике»                                               | Медалью «10 лет Приднестровской Молдавской Республике» награждаются граждане Приднестровья, принимавшие активное участие в становлении, защите и укреплении Приднестровской Молдавской Республики. |
|        | Медаль «15 лет Приднестровской Молдавской Республике»                                               | Медалью «15 лет Приднестровской Молдавской Республике» награждаются граждане Приднестровья, принимавшие активное участие в становлении, защите и укреплении Приднестровской Молдавской Республики. |
|        | Медаль «20 лет Приднестровской Молдавской Республике»                                               | Медалью «20 лет Приднестровской Молдавской Республике» награждаются граждане Приднестровья, принимавшие активное участие в становлении, защите и укреплении Приднестровской Молдавской Республики. |
|        | Медаль «25 лет Приднестровской Молдавской Республике»                                               | Медалью «25 лет Приднестровской Молдавской Республике» награждаются граждане Приднестровья, принимавшие активное участие в становлении, защите и укреплении Приднестровской Молдавской Республики. |
|        | Медаль «30 лет Приднестровской Молдавской Республике»                                               | Медалью «30 лет Приднестровской Молдавской Республике» награждаются граждане Приднестровья, принимавшие активное участие в становлении, защите и укреплении Приднестровской Молдавской Республики. |
|        | Медаль «10 лет Вооружённым Силам Приднестровской Молдавской Республики»                             | |
|        | Медаль «10 лет женскому движению Приднестровской Молдавской Республики»                             | |
|        | Медаль «Десять лет Министерству государственной безопасности Приднестровской Молдавской Республики» | |
|        | Медаль «10 лет таможенным органам Приднестровской Молдавской Республики»                            | |
|        | Медаль «15 лет таможенным органам Приднестровской Молдавской Республики»                            | |
|        | Медаль «15 лет Приднестровской милиции»                                                             | |
|        | Медаль «15 лет Службе безопасности Президента Приднестровской Молдавской Республики»                | |
|        | Медаль «15 лет Министерству государственной безопасности Приднестровской Молдавской Республики»     | |
|        | Медаль «За доблестный труд в Великой Отечественной войне 1941—1945 гг.»                             | |
|        | Медаль «60 лет Победы в Великой Отечественной войне 1941—1945 гг.»                                  | |
|        | Медаль «60 лет освобождения Тирасполя от немецко-фашистских захватчиков»                            | |
|        | Медаль «65 лет Победы в Великой Отечественной войне 1941—1945 гг.»                                  | |
|        | Медаль «70 лет Победы в Великой Отечественной войне 1941—1945 гг.»                                  | |
|        | Медаль «600 лет города Бендеры»                                                                     | |
|        | Медаль «25 лет Министерству иностранных дел Приднестровской Молдавской Республики»                  | |
|        | Медаль «30 лет Министерству иностранных дел Приднестровской Молдавской Республики»                  | |

## Нагрудные знаки
| Нагрудный знак | Название знака                                                                             | Описание |
| -------------- | ------------------------------------------------------------------------------------------ | --- |
|                | «За оборону Приднестровья»                                                                 | Нагрудный знак «За оборону Приднестровья» установлен для награждения с целью оценки воинского долга граждан перед Приднестровской Молдавской Республикой. |
|                | «Интернациональная помощь»                                                                 | Нагрудный знак «Интернациональная помощь» установлен для награждения граждан других государств, оказывающих помощь в защите, становлении и развитии Приднестровской Молдавской Республики. |
|                | «Почётный донор Приднестровской Молдавской Республики»                                     | Нагрудный знак «Почётный донор Приднестровской Молдавской Республики» вручается донорам, которые сорок и более раз сдали кровь и лицам, которые многократно сдали кровь для спасения жизни больных и пострадавших при защите Отечества, охране государственной границы и правопорядка, стихийных бедствиях и несчастных случаях. |
|                | «10 лет ОСТК»                                                                              | |
|                | «10 лет женскому движению Приднестровской Молдавской Республики»                           | |
|                | «15 лет женскому движению Приднестровской Молдавской Республики»                           | |
|                | «15 лет выводу советских войск из Афганистана»                                             | |
|                | «За развитие таможенной службы Приднестровской Молдавской Республики»                      | |
|                | «В память о катастрофе на Чернобыльской АЭС. 25 лет»                                       | |
|                | «30 лет Григориопольскому району»                                                          | |
|                | Нагрудный знак Министерства иностранных дел ПМР «За вклад в развитие международных связей» | Нагрудным знаком Министерства иностранных дел ПМР «За вклад в развитие международных связей» награждают за укрепление международного сотрудничества Приднестровской Молдавской Республики, вклад в развитие международных отношений, развитие и расширение дружественных, взаимовыгодных связей Приднестровской Молдавской Республики с иностранными государствами и интеграционными объединениями мирового сообщества, осуществление международной деятельности, направленной на укрепление и защиту независимости и суверенитета Приднестровской Молдавской Республики. |

## Почётные звания
- «Город воинской славы»
- «Заслуженный работник народного образования Приднестровской Молдавской Республики»
- «Заслуженный учитель Приднестровской Молдавской Республики»
- «Заслуженный деятель физической культуры и спорта Приднестровской Молдавской Республики»
- «Заслуженный тренер Приднестровской Молдавской Республики»
- «Народный артист Приднестровской Молдавской Республики»
- «Народный художник Приднестровской Молдавской Республики»
- «Заслуженный деятель искусств Приднестровской Молдавской Республики»
- «Заслуженный артист Приднестровской Молдавской Республики»
- «Заслуженный художник Приднестровской Молдавской Республики»
- «Заслуженный работник культуры Приднестровской Молдавской Республики»
- «Заслуженный мастер народного творчества Приднестровской Молдавской Республики»
- «Заслуженный художественный коллектив Приднестровской Молдавской Республики»
- «Заслуженный врач Приднестровской Молдавской Республики»
- «Заслуженный работник здравоохранения Приднестровской Молдавской Республики»
- «Заслуженный работник социального обеспечения Приднестровской Молдавской Республики»
- «Заслуженный юрист Приднестровской Молдавской Республики»
- «Заслуженный экономист Приднестровской Молдавской Республики»
- «Заслуженный военный летчик Приднестровской Молдавской Республики»
- «Заслуженный военный штурман Приднестровской Молдавской Республики»
- «Заслуженный военный специалист Приднестровской Молдавской Республики»
- «Почётный сотрудник Министерства государственной безопасности Приднестровской Молдавской Республики»
- «Заслуженный сотрудник Министерства внутренних дел Приднестровской Молдавской Республики»
- «Заслуженный сотрудник органов исполнения наказаний и судебных решений Министерства юстиции Приднестровской Молдавской Республики»
- «Заслуженный сотрудник дипломатической службы Приднестровской Молдавской Республики»
- «Заслуженный сотрудник таможенных органов Приднестровской Молдавской Республики»
- «Заслуженный изобретатель Приднестровской Молдавской Республики»
- «Заслуженный рационализатор Приднестровской Молдавской Республики»
- «Заслуженный работник Приднестровской Молдавской Республики»
- «Лауреат Государственной премии Приднестровской Молдавской Республики»

## Прочие награды
- Грамота Президента Приднестровской Молдавской Республики
- Благодарственное письмо Президента Приднестровской Молдавской Республики
- Почётная грамота Правительства Приднестровской Молдавской Республики
- Благодарность Правительства Приднестровской Молдавской Республики[10]

## В филателии
11 февраля 2017 года были выпущена серия марок «Государственные награды Приднестровской Молдавской Республики», на которой изображены ордена республики.
8 декабря 2018 года были выпущено 13 почтовых марок из серии «Медали ПМР», продолжающую тему «Награды Приднестровья». Тираж – 800 серий.